# Robotyne
Robotyne est un village du raïon de Polohy, dans l'oblast de Zaporijjia, en Ukraine. Sa population s'élevait à 480 en 2001.

## Géographie
Robotyne est situé à environ 15 kilomètres au sud-est d'Orikhiv, 48 km à l'ouest de Polohy, 29 km au nord de Tokmak et 70 km au sud-est de la capitale de l'oblast, Zaporijjia.

## Histoire

### Guerre russo-ukrainienne
Le village est pris par les forces armées russes lors de l'invasion de l'Ukraine par la Russie en mars 2022.
Durant la contre-offensive ukrainienne de 2023, le village est l'objet d'intenses combats. En effet, le village est situé sur la route stratégique T0408, à peine à 86 km de Melitopol dont la prise permettrait de couper la route d'approvisionnement des troupes russes.
Le 21 août 2023, la 47e brigade mécanisée ukrainienne franchit les portes du village,.
Le 28 août 2023, le ministère de la Défense ukrainien annonce la reprise du village,.
À partir du 19 février 2024, les forces de la 58e armée russe tentent de reprendre le village, à la suite de la reprise d'Avdeïevka le 17 février. Le 15 mai 2024, la Russie annonce avoir repris Robotyne aux forces Ukrainienne,.